# Курилово (городской округ Солнечногорск)
Курилово — деревня в Московской области России. Входит в городской округ Солнечногорск. Население — 14 чел. (2010).

## География
Деревня Курилово расположена на севере Московской области, в западной части округа, на Пятницком шоссе Р111, примерно в 10 км к югу от города Солнечногорска, в 40 км к северо-западу от Московской кольцевой автодороги.
К деревне приписано два садоводческих некоммерческих товарищества. Связана прямым автобусным сообщением с районным центром и деревней Пятницей. Ближайшие населённые пункты — деревни Новая и Мелечкино.

## История
В «Списке населённых мест» 1862 года Курилово — владельческая деревня 2-го стана Звенигородского уезда Московской губернии по правую сторону тракта из Воскресенска в Клин, в 41 версте от уездного города, при пруде, с 15 дворами и 103 жителями (60 мужчин, 43 женщины).
По данным на 1890 год — деревня Пятницкой волости Звенигородского уезда со 112 душами населения.
В 1913 году — 21 двор.
По материалам Всесоюзной переписи населения 1926 года — деревня Новлянского сельсовета Пятницкой волости Воскресенского уезда Московской губернии, проживало 128 жителей (56 мужчин, 72 женщины), насчитывалось 26 крестьянских хозяйств.
С 1929 года — населённый пункт в составе Солнечногорского района Московского округа Московской области. Постановлением ЦИК и СНК от 23 июля 1930 года округа как административно-территориальные единицы были ликвидированы.
1954—1957 гг. — центр Куриловского сельсовета Солнечногорского района.
1957—1960 гг. — центр Куриловского сельсовета Химкинского района.
1960—1963 гг. — центр Куриловского сельсовета (до 30.09.1960) и деревня Обуховского сельсовета Солнечногорского района.
1963—1965 гг. — деревня Обуховского сельсовета Солнечногорского укрупнённого сельского района.
1974—1987 гг. — деревня Обуховского сельсовета Солнечногорского района.
1987—1994 гг. — деревня Соколовского сельсовета Солнечногорского района.
В 1994 году Московской областной думой было утверждено положение о местном самоуправлении в Московской области, сельские советы как административно-территориальные единицы были преобразованы в сельские округа.
С 1994 до 2006 гг. деревня входила в Соколовский сельский округ Солнечногорского района..
С 2005 до 2019 гг. деревня включалась в Соколовское сельское поселение Солнечногорского муниципального района.
С 2019 года деревня входит в городской округ Солнечногорск, в рамках администрации которого деревня относится к территориальному управлению Соколовское.

## Население
| 1852 | 1859 | 1890 | 1899 | 1926 | 1932 | 1966 |
| ---- | ---- | ---- | ---- | ---- | ---- | ---- |
| 116  | ↘103 | ↗112 | ↗137 | ↘128 | ↗130 | ↘63  |
| 1998 | 2002 | 2010 |      |      |      |      |
| ↘12  | ↗13  | ↗14  |      |      |      |      |